# Maculonaclia lucia
Maculonaclia lucia là một loài bướm đêm thuộc phân họ Arctiinae, họ Erebidae.